# موزخوار کاکل‌ارغوانی
موزخوار کاکل‌ارغوانی (نام علمی: Tauraco porphyreolophus) نام یک گونه از سرده موزخوارهای اصلی است.